# Ряховский, Сергей Васильевич (серийный убийца)
Серге́й Васи́льевич Ряхо́вский (29 декабря 1962, Салтыковка, Балашихинский район, Московская область, РСФСР, СССР — 12 ноября 2007, Мордовская зона, Сосновка, Зубово-Полянский район, Республика Мордовия, Россия) — советский и российский серийный убийца, насильник, педофил, геронтофил, некрофил и истязатель, совершивший в период с 1988 по 1993 год 18 доказанных убийств и 2 покушения на убийство. Приговорён к смертной казни, заменённой на пожизненное заключение. Умер в 2007 году в колонии.

## Детство и юность
Сергей Ряховский родился 29 декабря 1962 года в Балашихе, рос в полной семье. Уже в полгода весил 11 килограммов. В детстве много болел, поэтому родители сильно оберегали его. Опека матери была даже чрезмерной: её тревожило слабое здоровье сына, у которого после воспаления лёгких началась бронхиальная астма. Говорить начал только с трёх лет. Как выяснилось позже, проблемы с речью у Сергея возникли из-за повреждения мозга при родах: плод был слишком крупный, но врачи не стали делать кесарево сечение. Сергей был замкнутым ребёнком и почти не разговаривал с ровесниками, общению предпочитал одиночество.
Отличался впечатлительностью и ранимостью. Однажды он принёс с улицы котёнка, который вскоре заболел и умер. Серёжа долго не находил себе места и часто плакал; плакал он и после смерти попугая. Любил часами наблюдать за аквариумными рыбками.
Учёба складывалась не очень хорошо. В детстве увлекался радиоделом. Окончив восемь классов, пошёл учиться в профтехучилище в Балашихе, затем один год проработал электромонтёром в ОТК НПО «Криогенмаш». В дальнейшем сменил множество профессий, на момент ареста являлся безработным.
Культурный уровень Ряховского был очень низким, коммуникативный навык — не развит. Однако физически Ряховский быстро развивался и был крупного телосложения. Даже лица, настроенные к Ряховскому доброжелательно, отмечали его грубость, вспыльчивость, неуступчивость, агрессивность по отношению к окружающим.
Ряховский встречался с девушкой, за которой пытался неловко ухаживать. Их отношения были сугубо платоническими. Он встречался с ней, дарил цветы, они вместе ходили в кино. Но она избегала быть с ним в безлюдных местах; впоследствии вспоминала, что он был страшно вспыльчив и агрессивен, чуть ли не бросался на людей, провоцируя их в электричке и в общественных местах. Затем она родила ребёнка, но не от Ряховского; когда он узнал об этом, даже не поверил.

## Первые преступления
В 1982 году, по собственным словам, Ряховский начал испытывать «непреодолимое желание интимной близости с женщиной». С марта по ноябрь 1982 года он совершил 10 нападений с попытками изнасилования на пожилых женщин в московском районе Гольяново, где уже продемонстрировал свои геронтофилические наклонности. Был арестован 24 ноября 1982 года при нападении на очередную жертву и вскоре осуждён за злостное хулиганство на 4 года лишения свободы. Свой срок отбыл полностью, выйдя на свободу в ноябре 1986 года.
В тюрьме Ряховский, став опущенным за попытки изнасилования, пришёл к выводу, что жертв нельзя оставлять в живых, а убивать в первую очередь следует гомосексуалов.

## Убийства

### 1988 год
По словам Ряховского, первые нападения после освобождения он совершил в январе 1988 года. 3 января около девяти часов вечера он напал на Маргариту Георгиевну, которая ждала автобус на остановке «11-й километр МКАД». Ряховский подошëл к ней, схватил сумку женщины и нанёс удар перочинным ножом ей в живот. Потерпевшая осталась жива. Ряховскому удалось скрыться. Данный эпизод не фигурировал в суде.
Через 2 недели после неудачного преступления, по словам Ряховского, он набросился на 20-летнюю девушку на территории Кузьминского лесопарка вблизи улицы Головачёва и нанёс ей несколько ударов по голове, отчего та потеряла сознание. Причина, по которой Ряховский не убил жертву, неизвестна. Данный эпизод не фигурировал в суде.
Первое убийство Сергей Ряховский совершил 19 июня в Битце, убив 41-летнего гомосексуала Анатолия Волкова, с которым познакомился несколькими днями ранее в Измайловском парке. Убийца зашёл с жертвой в лес, согласившись на предложение совершить с потерпевшим половой акт за деньги, однако затем нанёс тому несколько ударов отвёрткой в спину, которые оказались смертельными, а затем задушил жертву. После этого раздел тело Волкова и расположил его на пне в непристойной позе (поперёк лежащей берёзы); как позже заявил Ряховский, это было сделано для того, чтобы при обнаружении тела все поняли, что убитый был гомосексуалом. Следователи, изучая биографию Волкова, выяснили, что он до самой смерти скрывал свои наклонности от окружающих. В день своего убийства он также рассчитывал отправиться в роддом, чтобы встретиться со своим новорождённым внуком.
4 июля в лесу в Подольском районе Московской области Ряховский напал со спины на 70-летнюю Клавдию Хохлову, нанёс 14 ударов отвёрткой в грудь, спину и плечи, после чего похитил пенсионное удостоверение и 45 рублей. Хохлова была довольно быстро обнаружена случайными прохожими и доставлена в больницу, однако описать нападавшего не смогла, так как он атаковал её со спины; на следующий день женщина скончалась.
8 сентября Ряховский убил 62-летнюю женщину, нанеся жертве три колото-резаных удара в область спины.

### 1989 год
2 января 1989 года Ряховский совершил незапланированное четвëртое убийство: во время прогулки по тропинке Ряховского задел катавшийся на лыжах 16-летний Виталий Зайков. Взбешённый Ряховский схватил мальчика, задушил и совершил с его телом половой акт, воткнув в анальное отверстие лыжную палку. Преступление было совершено в районе автобусной остановки лесного массива Лосиный Остров. Лыжи убитого Ряховский унёс с собой, однако затем выкинул на расстоянии 500—800 метров от места преступления. На лыжной палке остался след, по которому в скором времени установили типаж убийцы. Тогда убийство связали с деятельностью другого серийного убийцы по кличке «Фишер», который также орудовал в Подмосковье и охотился на подростков. Лишь в конце 1992 года, когда будет схвачен серийный убийца Сергей Головкин, выяснится, что у него на тот день было железное алиби, и расследование по делу об убийстве Зайкова почти на полгода зашло в тупик.
11 марта Ряховский встретил в Измайловском парке 42-летнего гомосексуалиста, который предложил маньяку заняться сексом. Согласившись, Ряховский заманил жертву в лес, где и убил.
30 мая Ряховский убил 58-летнюю женщину в Одинцовском районе. Он обронил свою расчëску на месте преступления.
9 июня жертвой Ряховского стала 53-летняя женщина, приехавшая навестить могилу недавно умершего отца. По словам Ряховского, женщину он убил потому, что та во время секса потребовала от него деньги.

### 1990 год
13 июля 1990 года в Измайловском парке Ряховский убил 45-летнюю гражданку Шумакову, после чего вспорол ей живот и отрубил голову, оставив её рядом с телом.
Через месяц в августе он убил ещё одну женщину, ранее отбывавшую наказание в колонии и употреблявшую алкоголь. Останки женщины были обнаружены лишь 24 сентября.

### 1991 год
Следующее убийство он совершил 22 февраля 1991 года в Люберецком районе Подмосковья, жертвой стала 48-летняя лыжница Татьяна Ноткина. Уже после ареста он попросил оставить себе на память изображение тела Ноткиной, назвав фотографию красивой.
13 августа Ряховский убил 64-летнюю женщину в лесном массиве, жестоко избив и перерезав ей горло. Во время допроса Ряховский признался, что тело женщины кусал зубами уже после её смерти. Заявление о пропаже женщины подал её сын, когда мать не вернулась домой с дачи.

### 1992 год
13 июля 1992 года, по словам Ряховского, он напал на 72-летнюю пенсионерку. После того, как жертва потеряла сознание от нанесëнных травм, маньяк скрылся. Данный эпизод не фигурировал в суде.
Позже Ряховский продолжил охоту в Измайловском парке, где он часто под предлогом гомосексуальных связей искал себе жертву для дальнейшего убийства. Первым в ловушку попал 60-летний гомосексуал Николай Белкин, ранее отбывший уголовное наказание за растление несовершеннолетних, которого Ряховский убил ударами ножа 7 сентября в непосредственной близости от Оленьего пруда.
22 октября в 20 метрах от места предыдущего убийства он напал на 38-летнего гомосексуалиста Олега Болдина, отрезал ему половые органы, а затем задушил, после чего вступил с его трупом в половой акт. Поскольку Ряховский не пользовался презервативами, в скором времени следователи заполучили образец спермы преступника.
В ноябре в Лосином Острове в районе Метрогородка Ряховский предположительно убил подростка 14—16 лет. По словам самого маньяка, он убил мальчика из-за подозрения в гомосексуальности (мальчик предложил Ряховскому интимную связь). Задушив мальчика, маньяк надругался над его телом. Останки ребёнка были обнаружены 20 апреля 1993 года уже на следственном эксперименте после ареста Ряховского. Личность подростка следователям установить не удалось, виновность Ряховского в данном эпизоде не была доказана в суде.
15 декабря он напал на 61-летнюю гражданку Мухину, однако активное сопротивление и крики жертвы напугали убийцу, и тот скрылся с места преступления.
16 декабря Ряховский познакомился в общественном туалете возле Измайловского парка с 29-летним мужчиной (по словам матери жертвы, её сын родился в один день, месяц и год с Ряховским), который предложил заняться сексом в лесу. Как и предыдущих жертв, Ряховский убил его и надругался над телом.
25 декабря Ряховский неудачно напал на 57-летнюю гражданку Фурманову, которой тоже удалось спастись, оказав неожиданное сопротивление и прокусив Ряховскому палец. Она также смогла хорошо рассмотреть преступника. По её описанию милиция смогла составить довольно точный фоторобот нападавшего.

### 1993 год
5 января 1993 года в подмосковном лесу близ города Электроугли Ряховский убил 77-летнего Никифора Андреевича Орлова — ветерана Великой Отечественной войны, рубившего сухостой и попытавшегося защититься от убийцы топором; затем совершил половой акт с трупом и отрубил ему голову и руку, которые выбросил в лесу, а на следующий день вернулся на место преступления с ножовкой и отпилил трупу ногу.
11 марта Ряховский подверг жестоким пыткам (зашил в живот и подорвал петарду "Корсар"), а затем убил и изнасиловал 55-летнюю пенсионерку Ольгу Шуйко в районе Рублёвского водозаборника рядом с деревней Раздоры Одинцовского района. В заброшенном сарае неподалёку была обнаружена верёвочная петля под потолком (по мнению следствия, это было приготовление к следующему убийству), а на очках погибшей Шуйко был обнаружен чёткий опечаток пальца убийцы, однако идентифицировать его получится спустя полтора месяца, когда Ряховский будет уже пойман.
8 апреля преступник заговорил с 14-летним Ринатом Хайруллиным, учившимся в интернате для детей с задержкой умственного развития, и под предлогом помощи в решении задания по математике заманил мальчика в лес. Там Хайруллин был избит, задушен, посмертно изнасилован и расчленён: Ряховский отрезал ему голову, которую выбросил в 40 метрах от трупа и сжёг на валежнике. Затем он развёл неподалёку костёр и сжёг учебники своей жертвы. Своих действий Ряховский логически объяснить не смог: запутать следователей они никак не могли.
12 апреля, за день до своего ареста, Ряховский совершил последнее доказанное убийство — 62-летней гражданки Анны Нарсисян буравчиком, которым она пыталась от него защититься, и после смерти совершил половой акт с трупом. На теле жертвы он губной помадой оставил надпись: «Привэт из Чечни» (с намеренно допущенной ошибкой), попытавшись навести следствие на ложное предположение о том, что убийство совершено кавказцами по мотивам этнических чисток. 
Две последние жертвы были обнаружены уже во время следственных экспериментов, после задержания Ряховского, поэтому манёвр оказался безуспешным.

## Арест, следствие и суд
13 апреля недалеко от места убийства Ольги Шуйко появился крупный мужчина, соответствующий фотороботу. Он был задержан милицией, в его кармане был обнаружен кусок той самой верёвки, из которой была сделана петля. Сидя в Лефортовской тюрьме, Сергей Ряховский быстро сознался во всех преступлениях, даже в тех, в которых его не подозревали. Позднее он также был опознан и выжившими жертвами. Через несколько дней он привёл оперативников к телу своей последней жертвы, а также к трупу подростка, убитого в ноябре 1992 года. 5 мая 1993 года во время следственных экспериментов Ряховский привёл следователей к обезглавленному трупу Хайруллина.
Подобно многим серийным преступникам, Ряховский вёл дневник с подсчётом убийств и нападений. Также он сочинил фантастическую повесть «Старфал», в которой повествовал о буднях офицера госбезопасности будущего по прозвищу «Командор», проводящего «зачистки» планет и пиратских космических кораблей при поддержке группы подчинённых ему роботов. Ряховский сочинил три варианта повести, ни один из которых не был написан до конца.
Психиатрическая экспертиза обнаружила у него геронтофилию, некрофилию и синдром неразличения сексуального объекта, вызванные органическим поражением головного мозга, но несмотря на это, Ряховский был признан вменяемым, что сильно разозлило его: после этого он отказался от всех своих показаний, утверждая, что они были получены под давлением следствия. Во время октябрьских событий 1993 года, надеясь на победу Верховного Совета России, Ряховский написал письмо Александру Руцкому, в котором представил себя невинной жертвой «антинародной власти».
В итоге Сергей Ряховский был признан виновным в 18 из 19 предъявленных ему убийств (его причастность к убийству неопознанного подростка в ноябре 1992 года не была доказана) и в 2 покушениях на убийство (ещё 3 эпизода нападений, в которых признался Ряховский, не рассматривались в суде). 11 июля 1995 года суд приговорил маньяка к смертной казни через расстрел. После оглашения приговора судьёй Ряховский сказал: «Я ещё вернусь!» По причине введения моратория на смертную казнь наказание Ряховскому было заменено пожизненным лишением свободы.

## Заключение и смерть
Сергей Ряховский был этапирован в колонию «Мордовская зона». Сокамерники боялись угрюмости Ряховского, называя его «Упырь», «Молчун», «Сатана» и «Псих». Целыми днями читал книги Айзека Азимова, Рэя Брэдбери, Роберта Шекли и других любимых писателей-фантастов, писал мемуары. Заключённый Сергей Хвастунов нашёл с Ряховским общую тему для общения — астрономию; они разговаривали про звёзды, а Ряховский читал Хвастунову на ночь фантастику.
Родственники Ряховского интереса к его судьбе не проявляли. Мать ни разу не приезжала на свидание, хотя он писал ей много писем. 12 ноября 2007 года Сергей Ряховский умер в заключении от запущенного туберкулёза лёгких.

## В массовой культуре
Фильмы и телепередачи
- В 1995 о Ряховском был снят документальный фильм «Дело Ряховского. Молчание ягнят (Русский вариант)» из цикла «Криминальная Россия», НТВ.
- ТВ МВД. «Нелюди» (1996).
- Приговорённые жить (2000)
- Не казните моего убийцу — фильм третий (2000). Ряховский дал интервью в следственном изоляторе Бутырской тюрьмы, заявляя о своей невиновности (кадры 1995 года).
- Первый канал. Новости. (Выпуск от 15.03.2002)
- Диагноз: Маньяк (2004)/«Совершенно секретно. Маньяки. Документальное расследование» (16.10.2012).
- Первый канал — «Охотники на маньяков» (2008) (Кадры из выпуска новостей «Первого канала» от 15.03.2002).
- Вести недели (Выпуск от 30.10.2009) (кадры 2002 года).
- В передаче Документальное расследование (2010). «Смертная казнь» есть интервью Ряховского в мордовской тюрьме (Кадры 2000 года).
- В серии «Меня зовут Старфал» из цикла передач «Следствие вели…» (2011).
- «Легенды советского сыска» — «Кровавая миссия Командора» (2013).
- Первый канал. Доброе утро (Выпуск от 04.03.2015)
- «Профиль убийцы-2» (многосерийный художественный телефильм) — 21—22 серии

Литература
- Книга «Маньяки в Москве» из серии «Кошмары в Москве» (1996), составители Эдвард Максимовский и В. Рябинин, — ISBN 5-858888-009-6
- Книга «Маньяк потрошитель из Балашихи», серия «Криминальная Россия», автор Марина Бернацкая (1997).
- Модестов Н. С книга Маньяки... Слепая смерть : Хроника серийных убийств. — М.: Надежда-I, 1997. — 284 с. — (Уголовные тайны). — 25 000 экз. — ISBN 5-86150-041-X. Глава «Великий командор и его жертвы» (1997)